# Dança com as Estrelas (3.ª edição)
A terceira edição do programa Dança com as Estrelas, estreou a 22 de março de 2015, é transmitido pela TVI e uma mais uma vez apresentado por Cristina Ferreira, com a ajuda de Pedro Teixeira.
Os ensaios decorrem durante a semana numa escola de dança, onde as estrelas são coreografadas pelo seu par e orientadas pelo jurado Cifrão.

## Pares
Os pares participantes foram:
| Celebridade       | Ocupação                         | Bailarino(a) profissional | Resultado                                                             |
| ----------------- | -------------------------------- | ------------------------- | --------------------------------------------------------------------- |
| Kátia Aveiro      | Cantora e irmã Cristiano Ronaldo | Dima Pavlenko             | 1.ª Eliminada a 22 de Março de 2015                                   |
| Nuno Janeiro      | Modelo e Ator                    | Mónica Rosa               | 2.º Eliminado a 29 de Março de 2015                                   |
| Laura Figueiredo  | Apresentadora e Atriz            | Mário Gonçalves           | Lesionou-se a 3 de Abril de 2015                                      |
| Leandro           | Cantor                           | Guilena Bondar            | 4.º Eliminado a 12 de Abril de 2015                                   |
| Cuca Roseta       | Fadista                          | André Branco              | 5.ª Eliminada a 19 de Abril de 2015                                   |
| Pimpinha Jardim   | Relações públicas                | Renato Nobre              | 3.ª Eliminada a 5 de Abril de 2015 Re-eliminada a 10 de Maio de 2015  |
| António Raminhos  | Comediante                       | Sara Santos               | 7.º Eliminado a 18 de Maio de 2015                                    |
| Isabel Silva      | Apresentadora e Repórter         | Edgar Branco              | 6.ª Eliminada a 26 de Abril de 2015 Re-eliminada a 24 de Maio de 2015 |
| Vítor Silva Costa | Ator                             | Ana Cardoso               | Lesionou-se a 26 de Abril de 2015 8.º Eliminado a 31 de Maio de 2015  |
| Bruno Cabrerizo   | Ator                             | Bárbara Ribeiro           | 2.º Lugar a 7 de Junho de 2015                                        |
| Sara Prata        | Atriz                            | Marco Moreira             | Vencedora a 7 de Junho de 2015                                        |

## Júri
| Jurado              | Ocupação                                                      |
| ------------------- | ------------------------------------------------------------- |
| Alberto Rodrigues   | Bailarino profissional (campeão nacional de dança desportiva) |
| Alexandra Lencastre | Atriz                                                         |
| Cifrão              | Ator, Cantor, Bailarino                                       |

## Pontuações
| Par               | Lugar | Semanas | Semanas | Semanas | Semanas | Semanas | Semanas | Semanas | Semanas | Semanas  | Semanas  | Semanas  | Semanas     |
| Par               | Lugar | 1       | 2       | 3       | 4       | 5       | 6       | 7       | 8       | 9        | 10       | 11       | 12          |
| ----------------- | ----- | ------- | ------- | ------- | ------- | ------- | ------- | ------- | ------- | -------- | -------- | -------- | ----------- |
| Sara & Marco      | 1.º   |         |         |         | /       | 29      | 2+28=30 | —       | 29      | 27+30=57 | 28+29=57 | 30+30=60 | 27+30+30=87 |
| Bruno & Bárbara   | 2.º   | 25      | 30      | 27      | 28      | 29      | 3+30=33 | —       | 26      | 30+27=57 | 27+29=56 | 29+30=59 | 28+30+30=88 |
| Vítor & Ana       | 3.º   | 25      | 29      | 25      | 29      | 26      | —       | 29      | 30      | 30+28=58 | 26+26=52 | 29+29=58 |             |
| Isabel & Edgar    | 4.º   | 26      | 30      | 28      | 30      | 30      | 4+28=32 | 30      | 30      | 30+30=60 | 30+30=60 |          |             |
| Raminhos & Sara   | 5.º   | 22      | 25      | 22      | 24      | 24      | 1+26=27 | —       | 22      | 27+22=49 |          |          |             |
| Pimpinha & Renato | 6.º   | 24      | 27      | 25      |         |         |         | 29      | 27      |          |          |          |             |
| Cuca & André      | 7.º   | 24      | 28      | 27      | 30      | 26      |         | 24      |         |          |          |          |             |
| Leandro & Guilena | 8.º   | 22      | 22      | 28      | 24      |         |         | 28      |         |          |          |          |             |
| Laura & Mário     | 9.º   | 22      | 26      | —       |         |         |         |         |         |          |          |          |             |
| Nuno & Mónica     | 10.º  | 21      | 23      |         |         |         |         | 22      |         |          |          |          |             |
| Kátia & Dima      | 11.º  | 24      |         |         |         |         |         | 25      |         |          |          |          |             |

Legenda:
Números verdes indicam a pontuação mais alta em cada dança
Números vermelhos indicam a pontuação mais baixa em cada dança
"—" indica que o par não dançou naquela semana
"/" indica que o par dançou naquela semana, mas não foi avaliado
     o par foi eliminado nessa semana
     o par ficou nas últimas duas posições
     o par regressou à competição
     o par desistiu da competição
     o par em terceiro lugar
     o par em segundo lugar
     o par vencedor

### Média das pontuações
Esta tabela só conta as danças classificadas numa escala de 30 pontos. Os pontos extra da maratona não estão incluídos.
| Posição por média | Lugar | Par               | Total | N.º de danças | Média |
| ----------------- | ----- | ----------------- | ----- | ------------- | ----- |
| 1                 | 4.°   | Isabel & Edgar    | 352   | 12            | 29.3  |
| 2                 | 1.°   | Sara & Marco      | 347   | 12            | 28.9  |
| 3                 | 2.°   | Bruno & Bárbara   | 455   | 16            | 28.4  |
| 4                 | 3.°   | Vítor & Ana       | 361   | 13            | 27.8  |
| 5                 | 7.°   | Cuca & André      | 159   | 6             | 26.5  |
| 6                 | 6.°   | Pimpinha & Renato | 132   | 5             | 26.4  |
| 7                 | 8.°   | Leandro & Guilena | 124   | 5             | 24.8  |
| 8                 | 11.°  | Kátia & Dima      | 49    | 2             | 24.5  |
| 9                 | 9.°   | Laura & Mário     | 48    | 2             | 24    |
| 10                | 5.°   | Raminhos & Sara   | 214   | 9             | 23.8  |
| 11                | 10.°  | Nuno & Mónica     | 66    | 3             | 22    |

## Danças semanais
A menos que indicado de outra forma, as pontuações de cada jurado, entre parênteses, estão colocadas da esquerda para a direita: Alberto, Alexandra, Cifrão.

### 1.ª semana: Estreia
- Música durante o Frente-a-Frente: "Love Never Felt So Good" — Justin Timberlake

| Par               | Pontuação    | Dança       | Música                                          | Resultado       |
| ----------------- | ------------ | ----------- | ----------------------------------------------- | --------------- |
| Isabel & Edgar    | 26 (9, 9, 8) | Cha Cha Cha | "Uptown Funk" — Mark Ronson feat. Bruno Mars    | Salva           |
| Raminhos & Sara   | 22 (6, 9, 7) | Cha Cha Cha | "All About that Bass" — Meghan Trainor          | Salvo           |
| Nuno & Mónica     | 21 (6, 8, 7) | Tango       | "Crazy in Love" — Beyoncé                       | Salvo           |
| Cuca & André      | 24 (8, 8, 8) | Cha Cha Cha | "Buttons" — Pussycat Dolls                      | Salva           |
| Bruno & Bárbara   | 25 (8, 9, 8) | Tango       | "Take me to Church" — Hozier                    | Salvo           |
| Kátia & Dima      | 24 (7, 9, 8) | Tango       | "La Gloria" — Gotan Project                     | Eliminada (46%) |
| Vítor & Ana       | 25 (8, 9, 8) | Cha Cha Cha | "Sing" — Ed Sheeran                             | Salvo           |
| Leandro & Guilena | 22 (6, 8, 8) | Tango       | "Shot Me Down" — David Guetta feat. Skylar Grey | Salvo           |
| Laura & Mário     | 22 (6, 8, 8) | Cha Cha Cha | "Shake it Off" — Taylor Swift                   | Últimos 2 (54%) |
| Pimpinha & Renato | 24 (7, 9, 8) | Tango       | "Elastic Heart" — Sia                           | Salva           |

### 2.ª semana
- Música durante o frente-a-frente: "Sugar" — Maroon 5

| Par               | Pontuação       | Dança   | Música                                                   | Resultado         |
| ----------------- | --------------- | ------- | -------------------------------------------------------- | ----------------- |
| Cuca & André      | 28 (9, 9, 10)   | Kizomba | "A Única Mulher" — Anselmo Ralph                         | Salva             |
| Bruno & Bárbara   | 30 (10, 10, 10) | Jive    | "Happy" — Pharrell Williams                              | Salvo             |
| Raminhos & Sara   | 25 (8, 9, 8)    | Kizomba | "Jajão" — Master Jake feat. Eddy Flow                    | Salvo             |
| Isabel & Edgar    | 30 (10, 10, 10) | Kizomba | "Eu não Danço Contigo" — Badoxa                          | Salva             |
| Pimpinha & Renato | 27 (8, 10, 9)   | Jive    | "Happy" — C2C feat. Derek Martin                         | Salva             |
| Vítor & Ana       | 29 (9, 10, 10)  | Kizomba | "Vamos Ficar por Aqui" — C4 Pedro                        | Salvo             |
| Nuno & Mónica     | 23 (6, 9, 8)    | Jive    | "Bang Bang" — Jessie J feat. Ariana Grande & Nicki Minaj | Eliminado (49,6%) |
| Laura & Mário     | 26 (8, 9, 9)    | Kizomba | "Controla" — Badoxa                                      | Salva             |
| Leandro & Guilena | 22 (6, 8, 8)    | Jive    | "Shout" — The Isley Brothers                             | Últimos 2 (50,4%) |

### 3.ª semana
Laura Figueiredo lesionou-se na sexta-feira durante os ensaios e não dançou nesta gala. Entretanto foi aconselhada pelos médicos a não voltar a dançar, por isso abandonou a competição.
- Música durante o frente-a-frente: "Locked Out of Heaven" — Bruno Mars

| Par               | Pontuação     | Dança       | Música                                                                                       | Resultado       |
| ----------------- | ------------- | ----------- | -------------------------------------------------------------------------------------------- | --------------- |
| Bruno & Bárbara   | 27 (9, 9, 9)  | Paso Doble  | "Blame" — Calvin Harris feat. John Newman                                                    | Salvo           |
| Isabel & Edgar    | 28 (9, 10, 9) | Samba       | "Swing da Cor" — Daniela Mercury                                                             | Salva           |
| Leandro & Guilena | 28 (9, 9, 10) | Paso Doble  | "Zorongo" — Paco Peña                                                                        | Salvo           |
| Cuca & André      | 27 (9, 9, 9)  | Samba       | "Shake Your Bon-Bon" — Ricky Martin                                                          | Últimos 2 (78%) |
| Raminhos & Sara   | 22 (8, 9, 8)  | Paso Doble  | "He's a Pirate" — Klaus Badelt                                                               | Salvo           |
| Vítor & Ana       | 25 (8, 9, 8)  | Samba       | "Talk Dirty" — Jason Derulo feat. 2 Chainz                                                   | Salvo           |
| Pimpinha & Renato | 25 (8, 9, 8)  | Paso Doble  | "Zorongo / Mantilla y Peina" / "Toreadores" — Palillos Rítmicos / Los Angeles Guitar Quartet | Eliminada (22%) |
| Laura & Mário     | Lesionou-se   | Lesionou-se | Lesionou-se                                                                                  | Lesionou-se     |

### 4.ª semana
Sara Prata entrou a meio do programa (para substituir Laura Figueiredo) e só teve 2 dias de ensaios, por isso não foi avaliada e passou automaticamente para a 5.ª semana.
- Música durante o frente-a-frente: "Birthday" — Katy Perry

| Par               | Pontuação       | Dança     | Música                                           | Resultado       |
| ----------------- | --------------- | --------- | ------------------------------------------------ | --------------- |
| Raminhos & Sara   | 24 (7, 8, 9)    | Quickstep | "Sexta-feira (Emprego bom Já)" — Boss AC         | Últimos 2 (64%) |
| Cuca & André      | 30 (10, 10, 10) | Rumba     | "Chandelier" — Sia                               | Salva           |
| Vítor & Ana       | 29 (9, 10, 10)  | Rumba     | "Hurt" — Christina Aguilera                      | Salvo           |
| Bruno & Bárbara   | 28 (9, 10, 9)   | Quickstep | "Show Me How You Burlesque" — Christina Aguilera | Salvo           |
| Sara & Marco      | —               | Rumba     | "Read All About it" — Emeli Sandé                | Salva           |
| Leandro & Guilena | 24 (7, 9, 8)    | Quickstep | "Problem" — Ariana Grande feat. Iggy Azalea      | Eliminado (36%) |
| Isabel & Edgar    | 30 (10, 10, 10) | Rumba     | "Thinking Out Loud" — Ed Sheeran                 | Salva           |

### 5.ª semana
- Música durante o frente-a-frente: "Booty" — Jennifer Lopez feat. Iggy Azalea

| Par             | Pontuação       | Dança       | Música                                  | Resultado          |
| --------------- | --------------- | ----------- | --------------------------------------- | ------------------ |
| Sara & Marco    | 29 (10, 10, 9)  | Rock & Roll | "Footloose" — Kenny Loggins             | Salva              |
| Bruno & Bárbara | 29 (10, 10, 9)  | Salsa       | "La Bomba" — Ricky Martin               | Salvo              |
| Isabel & Edgar  | 30 (10, 10, 10) | Valsa       | "Sete" — António Zambujo                | Salva              |
| Cuca & André    | 26 (8, 9, 9)    | Salsa       | "Danza Kuduro" — Don Omar feat. Lucenzo | Eliminada (47,78%) |
| Vítor & Ana     | 26 (8, 9, 9)    | Valsa       | "If I Ain't Got You" — Alicia Keys      | Últimos 2 (52,22%) |
| Raminhos & Sara | 24 (7, 9, 8)    | Rock & Roll | "Greased Lightning" — Grease            | Salvo              |

### 6.ª semana: Noite deMaratona
- Música durante o frente-a-frente  "Love me Again" — John Newman

| Par             | Pontuação da dança + Maratona | Dança       | Música                               | Resultado         |             |
| --------------- | ----------------------------- | ----------- | ------------------------------------ | ----------------- | ----------- |
| Isabel & Edgar  | 28 (9, 10, 9) + 4             | Mambo       | "Mambo Italiano" — Sophia Loren      | Eliminada (39,4%) |             |
| Raminhos & Sara | 26 (8, 9, 9) + 1              | Broadway    | "It's a Hard Knock Life" — Annie     | Salvo             |             |
| Sara & Marco    | 28 (9, 10, 9) + 2             | Tango       | "El Tango de Roxane" — Moulin Rouge! | Últimos 2 (60,6%) |             |
| Bruno & Bárbara | 30 (10, 10, 10) + 3           | Samba       | "Burguesinha" — Seu Jorge            | Salvo             |             |
| Vítor & Ana     | Lesionou-se                   | Lesionou-se | Lesionou-se                          | Lesionou-se       | Lesionou-se |

### 7.ª semana: ARepescagem
Na noite de repescagem, todos os ex-concorrentes (exceto a Laura Figueiredo) e o par Vítor & Ana (que não dançaram na semana anterior), voltaram à competição. Depois de todos os pares dançarem, um par foi salvo (Isabel & Edgar) e dois pares foram eliminados (Kátia & Dima e Nuno & Mónica), enquanto os outros quatro pares foram dividos em dois frente-a-frente: o primeiro foi entre Leandro & Guilena e Pimpinha & Renato, e o segundo entre Vítor & Ana e Cuca & André.
- Música durante o frente-a-frente: "Time of Our Lives" — Pitbull feat. Ne-Yo

| Par               | Pontuação       | Dança      | Música                                      | Resultado           |
| ----------------- | --------------- | ---------- | ------------------------------------------- | ------------------- |
| Cuca & André      | 24 (7, 8, 9)    | Tango      | "I Kissed a Girl" — Katy Perry              | Eliminada (1 voto)  |
| Vítor & Ana       | 29 (10, 10, 9)  | Jive       | "The Boys Does Nothing" — Alesha Dixon      | Últimos 4 (2 votos) |
| Pimpinha & Renato | 29 (10, 10, 9)  | Kizomba    | "Number One" — Tedy feat. Mr. Bow           | Últimos 4 (3 votos) |
| Isabel & Edgar    | 30 (10, 10, 10) | Jive       | "Crazy in Love" — The Baseballs             | Salva               |
| Leandro & Guilena | 28 (9, 10, 9)   | Broadway   | "Earned It" — The Weeknd                    | Eliminado (0 votos) |
| Kátia & Dima      | 25 (8, 9, 8)    | Salsa      | "La Tortura" — Shakira feat. Alejandro Sanz | Aut. Eliminada      |
| Nuno & Mónica     | 22 (7, 8, 7)    | Paso Doble | "Malagueña" — Pepe Romero                   | Aut. Eliminado      |

### 8.ª semana
- Música durante o frente-a-frente: "Hung Up" — Madonna

| Par               | Pontuação       | Dança       | Música                               | Resultado       |
| ----------------- | --------------- | ----------- | ------------------------------------ | --------------- |
| Bruno & Bárbara   | 26 (9, 9, 8)    | Cha Cha Cha | "Feeling" — HMB feat. Da Chick       | Salvo           |
| Isabel & Edgar    | 30 (10, 10, 10) | Foxtrot     | "New York, New York" — Frank Sinatra | Salva           |
| Raminhos & Sara   | 22 (7, 8, 7)    | Tango       | "Objection (Tango)" — Shakira        | Últimos 2 (58%) |
| Vítor & Ana       | 30 (10, 10, 10) | Paso Doble  | The Mask of Zorro                    | Salvo           |
| Pimpinha & Renato | 27 (9, 9, 9)    | Valsa       | "La Bohéme" — Charles Aznavour       | Eliminada (42%) |
| Sara & Marco      | 29 (10, 10, 9)  | Samba       | "Ilé Pérola Negra" — Daniela Mercury | Salva           |

### 9.ª semana
- Música durante o frente-a-frente: "Burnin' Up" — Jessie J feat. 2 Chainz

| Par             | Pontuação       | Dança         | Música                                            | Resultado       |
| --------------- | --------------- | ------------- | ------------------------------------------------- | --------------- |
| Sara & Marco    | 27 (9, 9, 9)    | Cha Cha Cha   | "Solta-se o Beijo" — Ala dos Namorados            | Salva           |
| Sara & Marco    | 30 (10, 10, 10) | Kizomba       | "Curtição" — Anselmo Ralph                        | Salva           |
| Vítor & Ana     | 30 (10, 10, 10) | Contemporâneo | "Stay with Me" — Sam Smith                        | Salvo           |
| Vítor & Ana     | 28 (9, 10, 9)   | Tango         | "Libertango" — Astor Piazzolla                    | Salvo           |
| Bruno & Bárbara | 30 (10, 10, 10) | Broadway      | "Sing, Sing, Sing (With a Swing)" — Benny Goodman | Salvo           |
| Bruno & Bárbara | 27 (9, 9, 9)    | Valsa         | "Não me Deixes Partir" — HMB                      | Salvo           |
| Isabel & Edgar  | 30 (10, 10, 10) | Quickstep     | "We No Speak Americano" — DCUP e Yolanda Be Cool  | Últimos 2 (59%) |
| Isabel & Edgar  | 30 (10, 10, 10) | Paso Doble    | "Unstoppable" — E.S. Posthumus                    | Últimos 2 (59%) |
| Raminhos & Sara | 27 (10, 9, 8)   | Kuduro        | "Stoopid" — Buraka Som Sistema                    | Eliminado (41%) |
| Raminhos & Sara | 22 (6, 9, 7)    | Rumba         | "Nothing Really Matters" — Mr. Probz              | Eliminado (41%) |

### 10.ª semana
- Música durante o frente-a-frente: "Tightrope" — Janelle Monáe

| Par             | Pontuação       | Dança      | Música                                            | Resultado          |
| --------------- | --------------- | ---------- | ------------------------------------------------- | ------------------ |
| Isabel & Edgar  | 30 (10, 10, 10) | Tango      | "Montserrat" — Orquesta del Plata                 | Eliminada (48,44%) |
| Isabel & Edgar  | 30 (10, 10, 10) | Salsa      | "Conga" — Gloria Estefan & Miami Sound Machine    | Eliminada (48,44%) |
| Vítor & Ana     | 26 (9, 9, 8)    | Salsa      | "Suave (Kiss Me)" — Nayer feat. Pitbull & Mohombi | Últimos 2 (51,56%) |
| Vítor & Ana     | 26 (8, 9, 9)    | Quickstep  | "Walking on Sunshine" — Katrina & The Waves       | Últimos 2 (51,56%) |
| Bruno & Bárbara | 27 (9, 9, 9)    | Jive       | "Dear Future Husband" — Meghan Trainor            | Salvo              |
| Bruno & Bárbara | 29 (10, 9, 10)  | Rumba      | "Eu sei que vou te Amar" — Ana Carolina           | Salvo              |
| Sara & Marco    | 28 (8, 10, 10)  | Foxtrot    | "Feeling Good" — Michael Bublé                    | Salva              |
| Sara & Marco    | 29 (10, 10, 9)  | Paso Doble | "España Cani" — Banda Española de Conciertos      | Salva              |

### 11.ª semana: Semifinal
- Música durante o frente-a-frente: "Safe and Sound" — Capital Cities

| Par             | Pontuação       | Dança         | Música                                           | Resultado       |
| --------------- | --------------- | ------------- | ------------------------------------------------ | --------------- |
| Bruno & Bárbara | 29 (10, 10, 9)  | Foxtrot       | "I Wanna be Loved by You" — Marilyn Monroe       | Últimos 2 (61%) |
| Bruno & Bárbara | 30 (10, 10, 10) | Salsa         | "(I've Had the) Time of My Life" — Dirty Dancing | Últimos 2 (61%) |
| Sara & Marco    | 30 (10, 10, 10) | Contemporâneo | "Ó Gente da Minha Terra" — Mariza                | Salva           |
| Sara & Marco    | 30 (10, 10, 10) | Broadway      | "All that Jazz" — Chicago                        | Salva           |
| Vítor & Ana     | 29 (10, 10, 9)  | Jive          | "Don't Stop Me Now" — Queen                      | Eliminado (39%) |
| Vítor & Ana     | 29 (10, 10, 9)  | Kizomba       | "Amor de Hoje" — Juvencio Luyis                  | Eliminado (39%) |

### 12.ª semana: Final
| Par             | Pontuação       | Dança       | Música                                           | Resultado |
| --------------- | --------------- | ----------- | ------------------------------------------------ | --------- |
| Bruno & Bárbara | 28 (9, 10, 9)   | Cha Cha Cha | "California Gurls" — Katy Perry feat. Snoop Dogg | 2.º Lugar |
| Bruno & Bárbara | 30 (10, 10, 10) | Tango       | "Asi se Baila el Tango" — Bailongo! Vero Verdier | 2.º Lugar |
| Bruno & Bárbara | 30 (10, 10, 10) | Samba       | "Burguesinha" — Seu Jorge                        | 2.º Lugar |
| Sara & Marco    | 27 (8, 10, 9)   | Cha Cha Cha | "Billie Jean" — Michael Jackson                  | Vencedora |
| Sara & Marco    | 30 (10, 10, 10) | Tango       | "Una Musica Brutal" — Gotan Project              | Vencedora |
| Sara & Marco    | 30 (10, 10, 10) | Rumba       | "Read All About it" — Emeli Sandé                | Vencedora |

## Tabela de Danças
| Sara & Marco      |             |         |            | Rumba     | Rock & Roll | Tango    | —          | Samba       | Cha-cha-cha   | Kizomba    | Foxtrot | Paso doble | Contemporâneo | Broadway | Cha-cha-cha | Tango | Rumba |  |  |  |  |
| Bruno & Bárbara   | Tango       | Jive    | Paso doble | Quickstep | Salsa       | Samba    | —          | Cha-cha-cha | Broadway      | Valsa      | Jive    | Rumba      | Foxtrot       | Salsa    | Cha-cha-cha | Tango | Samba |  |  |  |  |
| Vítor & Ana       | Cha-cha-cha | Kizomba | Samba      | Rumba     | Valsa       | Lesão    | Jive       | Paso doble  | Contemporâneo | Tango      | Salsa   | Quickstep  | Jive          | Kizomba  |             |       |       |  |  |  |  |
| Isabel & Edgar    | Cha-cha-cha | Kizomba | Samba      | Rumba     | Valsa       | Mambo    | Jive       | Foxtrot     | Quickstep     | Paso doble | Tango   | Salsa      |               |          |             |       |       |  |  |  |  |
| Raminhos & Sara   | Cha-cha-cha | Kizomba | Paso doble | Quickstep | Rock & Roll | Broadway | —          | Tango       | Kuduro        | Rumba      |         |            |               |          |             |       |       |  |  |  |  |
| Pimpinha & Renato | Tango       | Jive    | Paso doble |           |             |          | Kizomba    | Valsa       |               |            |         |            |               |          |             |       |       |  |  |  |  |
| Cuca & André      | Cha-cha-cha | Kizomba | Samba      | Rumba     | Salsa       |          | Tango      |             |               |            |         |            |               |          |             |       |       |  |  |  |  |
| Leandro & Guilena | Tango       | Jive    | Paso doble | Quickstep |             |          | Broadway   |             |               |            |         |            |               |          |             |       |       |  |  |  |  |
| Laura & Mário     | Cha-cha-cha | Kizomba | Lesão      |           |             |          |            |             |               |            |         |            |               |          |             |       |       |  |  |  |  |
| Nuno & Mónica     | Tango       | Jive    |            |           |             |          | Paso doble |             |               |            |         |            |               |          |             |       |       |  |  |  |  |
| Kátia & Dima      | Tango       |         |            |           |             |          | Salsa      |             |               |            |         |            |               |          |             |       |       |  |  |  |  |

| Dança mais pontuada da noite Dança menos pontuada da noite Dançou, mas não foi avaliado Não dançou nem foi avaliado | - Gala de repescagem (semana 7): O par foi repescado diretamente e voltou ao programa O par venceu o frente-a-frente e voltou ao programa O par foi eliminado sem ir ao frente-a-frente O par perdeu o frente-a-frente |  |

## Convidados especiais
| Data                | Estilo        | Artista                              | Música                            | Dançarinos                                  | Ref.  |
| ------------------- | ------------- | ------------------------------------ | --------------------------------- | ------------------------------------------- | ----- |
| 29 de março de 2015 | Paso Doble    | Los Bobos                            | "Canción del Mariachi"            | Mónica Jardim & Dima                        |       |
| 5 de abril de 2015  | —             | Lady Gaga                            | "Applause"                        | Sara Prata & Bailarinos                     |       |
| 12 de abril de 2015 | —             | Medley                               | Medley                            | Liliana Antunes & Dançarinos com Afro Txilo |       |
| 12 de abril de 2015 | —             | Medley                               | Medley                            | Afro Txilo                                  |       |
| 19 de abril de 2015 | Paso Doble    | Lil Jon feat. DJ Snake               | "Turn Down For What"              | Kelly Bailey & Renato                       |       |
| 19 de abril de 2015 | Paso Doble    | Anselmo Ralph                        | "Única Mulher"                    | Bailarinos                                  |       |
| 19 de abril de 2015 | Tango         | Astor Piazzolla                      | "Libertango"                      | Alberto Caldas & Constance Caldas           |       |
| 19 de abril de 2015 | Bollywood     | A.R. Rahman, The Pussycat Dolls      | "Jai Ho (You Are My Destiny)"     | Dançarinas & Egzit Crew                     |       |
| 19 de abril de 2015 | —             | Medley                               | Medley                            | Egzit Crew                                  |       |
| 26 de abril de 2015 | Kizomba       | Carlão                               | "Os Tais"                         | Pedro Lima & Mónica                         |       |
| 26 de abril de 2015 | Jive          | Anouk                                | "Killer Bee"                      | Ana Rita Carão & João Oliveira              |       |
| 26 de abril de 2015 | Samba         | Pitbull feat. John Ryan              | "Fireball"                        | Sílvia Rizzo & Bailarinos com Egzit Crew    |       |
| 26 de abril de 2015 | Tango         | Sexteto Mayor                        | "Tanguera"                        | Marco & Nuno                                |       |
| 26 de abril de 2015 | —             | Medley                               | Medley                            | MG Boos                                     |       |
| 26 de abril de 2015 | —             | Bruno Correira                       | "Tudo o que Quero és Tu"          | Dima & Mónica                               |       |
| 3 de maio de 2015   | —             | Mickael Carreira                     | "A Noite ao Contrário" "Bailando" | Bailarinos                                  |       |
| 3 de maio de 2015   | —             | Mariza                               | "O Tempo Não Pára"                | Jocka & Rita                                |       |
| 10 de maio de 2015  | —             | Shakira                              | "Waka Waka"                       | Sanfoka Black Gold & Dançarinos             |       |
| 10 de maio de 2015  | Freestyle     | Santana feat. The Product G&B        | "Maria Maria"                     | Rúben Rua & Vanda                           |       |
| 10 de maio de 2015  | Foxtrot       | Ala dos Namorados                    | "Caçador de Sóis"                 | Nuno Guerreiro & Mónica                     |       |
| 10 de maio de 2015  | —             | Badoxa                               | "Controla"                        | Bailarinos                                  |       |
| 10 de maio de 2015  | Paso doble    | Beyoncé                              | "Run The World (Girls)"           | Matilde Breyner & André                     |       |
| 17 de maio de 2015  | —             | Medley                               | Medley                            | Praxis Crew                                 |       |
| 17 de maio de 2015  | Rumba         | Amor Electro                         | "A Máquina"                       | Irma Ribeiro & André                        |       |
| 17 de maio de 2015  | Contemporâneo | Diogo Piçarra                        | "Tu e Eu"                         | Iva Domingues & Dima                        |       |
| 24 de maio de 2015  | Salsa         | Fredyclan con Salsa House            | "You Vengo de Cuba"               | KBS Cuba Roda de Casino                     |       |
| 24 de maio de 2015  | —             | Agir                                 | "Parte-me o Pescoço"              | Dançarinos                                  |       |
| 24 de maio de 2015  | Mambo         | Gloria Estefan & Miami Sound Machine | "Dr. Beat"                        | Teresa Guilherme & André                    | [ 1 ] |
| 24 de maio de 2015  | Lyrical       | Woodkid                              | "Iron"                            | Legacy                                      |       |
| 31 de maio de 2015  | Afrohouse     |                                      |                                   | Bruno Semedo e Kevin Tavares                |       |
| 31 de maio de 2015  |               | Cuca Roseta                          | "Amor Ladrão"                     | Cuca Roseta                                 |       |
| 31 de maio de 2015  |               | David Carreira                       | "Fallin For U Girl"               | Dançarinos                                  |       |
| 7 de junho de 2015  | Contemporâneo |                                      |                                   | Lourenço Ortigão & Mónica                   |       |

## Audiências das galas
| Gala      | Data              | Share | Rating | Ref.  |
| --------- | ----------------- | ----- | ------ | ----- |
| 1.ª Gala  | Domingo, 22 Março | 30,2% | 13,4%  |       |
| 2.ª Gala  | Domingo, 29 Março | 30,2% | 13,9%  |       |
| 3.ª Gala  | Domingo, 5 Abril  | 32,5% | 13,8%  |       |
| 4.ª Gala  | Domingo, 12 Abril | 26,7% | 12,2%  | [ 2 ] |
| 5.ª Gala  | Domingo, 19 Abril | 29,7% | 13,6%  |       |
| 6.ª Gala  | Domingo, 26 Abril | 32,8% | 15,4%  |       |
| 7.ª Gala  | Domingo, 3 Maio   | 36,9% | 13,6%  |       |
| 8.ª Gala  | Domingo, 10 Maio  | 33,3% | 14,7%  |       |
| 9.ª Gala  | Domingo, 17 Maio  | 29,8% | 13,5%  |       |
| 10.ª Gala | Domingo, 24 Maio  | 29,9% | 13,5%  |       |
| 11.ª Gala | Domingo, 31 Maio  | 33,3% | 14,6%  |       |
| 12.ª Gala | Domingo, 7 Junho  | 38,6% | 16,9%  |       |
| Média     | Média             | 32,0% | 14,1%  |       |